# 梁山泊事件
梁山泊事件（りょうざんぱくじけん）とは、パチンコ攻略法販売で名前が知られていた情報提供会社梁山泊が絡む一連の事件。

## 一連の事件
2007年に家宅捜索が入り、相場操縦、風説の流布、脱税等の刑事事件に発展。12人が逮捕、5人・2法人が起訴され、有罪判決が下された。梁山泊の実質的経営者で元暴力団幹部は証券取引法違反で懲役3年執行猶予5年の有罪判決が2009年に確定し、法人税法違反では懲役6ヶ月の有罪判決が2012年6月に確定し、執行猶予が取り消される形で経営者の3年6ヶ月の懲役が確定した。

### ビーマップ事件
梁山泊は、パチンコ攻略法販売以外にも、株式市場においては仕手戦においてしばしば名前に挙がっていた。
2007年2月14日に大阪市の情報通信会社ビーマップ株の取引に関して不正に株価をつり上げた疑いが強まり大阪府警察と証券取引等監視委員会の家宅捜査が入った。
2007年3月7日、大阪府警捜査4課は経営者、投資顧問会社役員ら7名を証券取引法違反（相場操縦）容疑で逮捕した。主にインターネットを通じ、関連会社や関係者間で、同じ価格で売り注文と買い注文を同時に出して売買を成立させる「馴れ合い売買」や市場の株価よりも高値で買い注文を出す手口を繰り返していたとされる。

### アイ・シー・エフ事件
投資会社アイ・シー・エフ（ICF、現:オーベン）が梁山泊関連会社を株式交換で買収すると2004年12月に発表した際に、梁山泊関連会社の価値を8億円相当と過大評価する虚偽の情報を公表するなどして、正当な企業買収を装って発行された梁山泊関連会社がICF新株2365株を手に入れて売却し、約5億8000万円の不正利益を得た事件。 
この事件で梁山泊実質的経営者、ICF社長、ICF役員の3人と法人としてICFが証券取引法違反で起訴された。
また、ライブドア元取締役でアイ・シー・エフ最高顧問の榎本大輔が事件に絡んで8億円相当の株が流れていたため、家宅捜索が行われた。

### 脱税事件
梁山泊関連会社2社が2年間で9億4400万円の所得を隠して、2億8300万円を脱税した事件。 
この事件で経営者と幹部2人が逮捕される。幹部2人は起訴猶予処分となったが、経営者と2法人が法人税法違反で起訴された。